# Antoine-Felix de Monti
Antoine-Felix de Monti, markiz de Monti (ur. 1684, zm. 1738) – francuski dyplomata, wojskowy i kawaler orderu Św. Ludwika. 

## Życiorys
Pochodził z włoskiej rodziny szlacheckiej. W karierze wojskowej doszedł do stanowiska generała-pułkownika. Karierę dyplomatyczną zaczynał na dworze hiszpańskim w dobie Giulio Alberoniiego. 
W latach 1729–1736 służył jako ambasador Ludwika XV w Polsce. Na jesieni 1732 roku urządził triumfalny wjazd do Warszawy by olśnić Polaków potęgą króla Francji. Było to najbardziej ceremonialne poselstwo do Polski w XVIII wieku. Spektakl był obliczony na przekonanie szlachty do poparcia francuskiego kandydata na tron Polski Ludwika Franciszka Burbon-Conti. Podczas wjazdu Montiego bito w bębny, a wojsko prezentowało broń.
Jego zadaniem w Polsce było zarówno doprowadzenie do zbliżenia dworu wettyńskiego z Francją, jak i przygotowanie elekcji Stanisława Leszczyńskiego. Saski Tajny Gabinet był wówczas opanowany przez zwolenników Francji i sojusz z nią był tam poważnie rozpatrywany. Monti dawał im pewne nadzieje, jednocześnie nawiązując kontakty z opozycją antysaską w Polsce, zwłaszcza z prymasem Teodorem Potockim.
Przeciwdziałał umocnieniu się pozycji Sasów w Polsce poprzez systematyczne doprowadzanie do zrywania sejmów. Podczas bezkrólewia 1733 roku, gorliwie pracował dla Leszczyńskiego i namówił go do ucieczki do Gdańska. Ponieważ uczestniczył aktywnie w obronie miasta, został wzięty do niewoli przez armię rosyjską, którą dowodził Burkhard Christoph Münnich. Następnie został osadzony w Toruniu razem z prymasem Potockim. Dopiero po ogólnej pacyfikacji mógł w 1736 roku mógł powrócić do Paryża.